# Phélise Reynard
Pour les articles homonymes, voir Reynard (homonymie).
Phélise Reynard (dite aussi Félize Regnard, Amphélise Reynard ou Félise Regnard) (1424-1474), dame de la châtellenie de Beaumont (en Trièves) (de 1452 à 1456), et de la châtellenie de La Mure à Mathésine (du 26 octobre 1461 à 1463) fut la première maîtresse du roi de France Louis XI, à qui il donna au moins deux filles : Jeanne et Guyette.
Veuve en 1452 d’un écuyer, Jean Pic avec qui elle s'était mariée le 2 novembre 1447, elle épousera en secondes noces Charles de Seillons puis Grâce d'Archelles.
À l'avènement de Louis XI en 1461, Phélise retrouva sa châtellenie, après en avoir été dépouillée en 1456 par Charles VII lorsqu'il prit en main le Dauphiné, et la conserva jusqu'à sa mort.

## Famille
Phélise Reynard est née dans une ancienne famille noble du gapençais, les Reynard, qui possédait les seigneuries de Saint-Didier et d'Avançon. Elle était la fille d'Aymar Reynard, seigneur de Saint Didier, bourgeois de Grenoble, noble, conseiller et maître d'hôtel du Dauphin, courrier de l'évêque de Valence et de Die.

## Descendance

### Jeanne
Jeanne de Valois (1447-1519), « L'amirale de Bourbon, dame de Mirebeau, comtesse de Roussillon et de Ligny en Barrois, dame de Valognes et d'Usson » qui sera légitimée par Louis XI après avoir été mariée par lui à Louis légitimé de Bourbon, comte de Roussillon, créé amiral de France en 1466. La lettre de légitimation de Jeanne porte la date du 25 février 1465, ancien style (c'est-à-dire 1466 nouveau style) et le nom de la mère (Phelise Regnard). Le texte est rédigé en latin comme suit : 
« Johanna, filia naturalis Domini Regis per eum et Phelisiam Regnard, domicellam, nunc viduam, genita, uxor Ludovici de Borbonio Comitis Rossilionis, legitimata per litteras datas Aurelianis 25 feb. 1465. Sinè financiâ. »
Ce document fut trouvé au Cabinet des Titres de l'Ordre du Saint-Esprit par Gabriel Brizard (1744- 23 janvier 1793), qui fut premier commis à la chancellerie de l'Ordre du Saint-Esprit, avocat, écrivain, éditeur et historien respecté du XVIIIe siècle, juriste au Parlement de Paris, proche des Philosophes, connu sous le nom de « Abbé Brizard » ou même de « Brizard », admirateur et disciple de Jean-Jacques Rousseau, Voltaire et Gabriel Bonnot de Mably dont il publia les œuvres complètes qu'il annota parfois.
Cette lettre de légitimation fut donnée à Orléans, et on en trouve la trace dans d’autres auteurs :
- Gabriel Brizard, Histoire généalogique de la Maison de Beaumont, tome 1er, pages 518, 522, 523 (ouvrage commandé et financé par Christophe de Beaumont, Archevêque de Paris) ;

- Le Père Anselme, Histoire généalogique de la maison royale de la France et des grands officiers de la couronne (1674, 2 vols. 4) - tome 1er, page 122 ;

- Guillaume Blanchard, Compilation chronologique contenant un recueil en abrégé des ordonnances, édits, declarations et lettres patentes des rois de France, 2 vol. in folio, Paris, 1715 - tome 1er, folio 301.

### Guyette
La seconde fille, Guyette de Valois (nommée Guyette Durand dans Les Valois de P. VanKerrebrouck), assurément fille de Louis XI et très probablement (mais sans certitude) de Phélise Regnard, sera légitimée également.
Louis XI prétendit être le père d'une autre fille, une certaine Marie de Valois (1449-1469) qui selon les sources serait la fille de Marguerite de Sassenage ou de Phélisé Regnard.
Louis XI aurait eu trois autres enfants de différentes maîtresses (on ne connaît pas les prénoms de ces enfants).

## Sources
- Dictionnaire historique, critique et bibliographique, par une Société de Gens de Lettres, à Paris chez Mesnard et Desenne, Libraires, rue Gît-le-Cœur, n° 8, 1821.
- Héraldique & Généalogie n° 171 et autres numéros.
- Bulletin de la Société d'Archéologie et de Statistique de la Drôme n° 24, pages 47 à 51, tome 7e, Septembre 1873 : Phélise Regnard par Anatole de Gallier (1821-1898), érudit drômois de Tain-L'Hermitage et président de la Société d'histoire et d'archéologie de la Drôme.
- Les Valois par Van Kerrebrouck Patrick, Brun Christophe, de Merindol Christian - Villeneuve d'Ascq, Van Kerrebrouck, 1990 - In-4.